# ユゼフ・カレンバハ

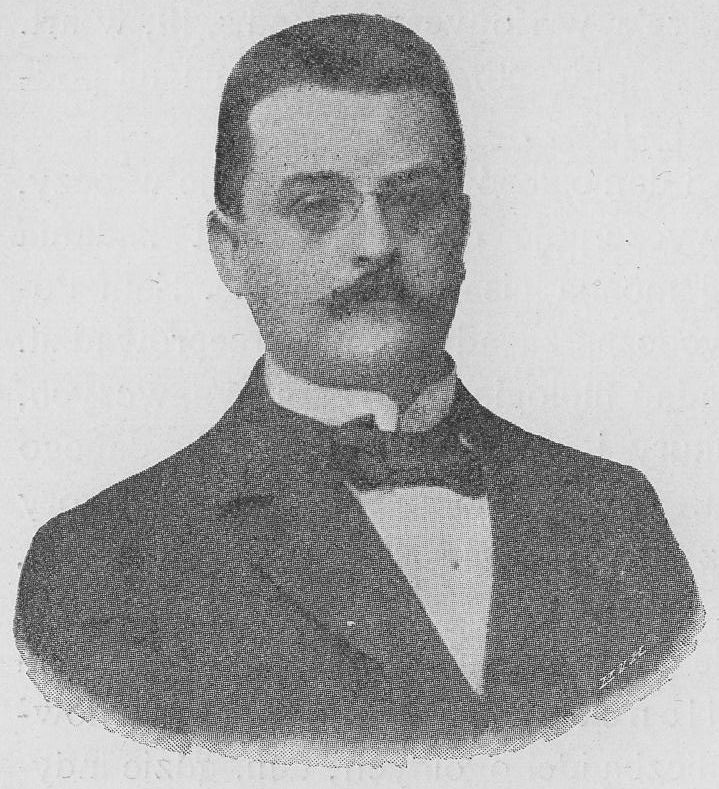
ユゼフ・カレンバハ

ユゼフ・ヘンリク・カレンバハ（Józef Henryk Kallenbach, 1861年11月24日 - 1929年9月12日）はポーランドの文学史家。

## 生涯
ルヴフの、ヤン・ドウゴシュ（pl:Jan Długosz）の名前を冠した古いタイプの第四ギムナジウムを卒業する。
1904年からルヴフ大学、のちヤギェウォ大学にて、ポーランド文学史の教授、フライブルク大学、ワルシャワ大学、ヴィリニュス大学、のちクラクフ大学で教授を務め、また Akademia Umiejętności のメンバー。
クラクフのチャルトリスキ博物館と図書館の館長をつとめた。ヴィリニュス大学から名誉博士号を授与されたことがある。
ポーランド分割前のポーランド文学とロマンティシズムについての講義を行った。ルヴフでは、アダム・ミツキェヴィチ、ジクムント・クラシンスキ（pl:Zygmunt Krasiński）、ユリウシュ・スウォヴァツキ（pl:Juliusz Słowacki）についての研究を行った。もっと古い時代のポーランド文学についての著作も含んでいる。
クラクフで亡くなり、ルヴフのリチャキウシキー墓地（ウィチャクフ墓地）（en:Lychakivskiy Cemetery）に埋葬されている。

## 著作
- Les humanities polonais, 1891
- Ad. Mickiewicz, 2巻, 1897